# うまきん
『うまきん』は、1997年4月から日経ラジオ社（ラジオNIKKEI）第1放送で毎週金曜日に生放送されている中央競馬の展望・情報番組である。2015年度以降は「うまきんIII」のタイトルで放送

## 概要
ラジオNIKKEIに所属する競馬中継担当アナウンサーが、東京と大阪のそれぞれのスタジオに集まり、その週末に行われる中央競馬の重賞・特別競走を中心にレースの展望、調教のトピックスなどを中心にざっくばらんに競馬の話題を展開する。競馬番組であるが、競馬とは関係ない話題も度々アナウンサーから発する場合もある。大阪支社をつなぐ「関西コーナー」は事前に収録した撮って出しである。基本的に司会者を除く最初に登場するアナウンサーは、直後の20:30から放送されている「鈴木淑子の地球は競馬でまわってる」のアシスタントを担当するアナウンサーというのがお約束である。
2017年6月30日の回までは、渡辺和昭をメインパーソナリティーとしていたが、渡辺が取締役執行役員に昇格することに伴いアナウンサーを引退することになったため、同7月7日の回からは当面固定したパーソナリティーを設けず、東京本社のアナウンサーの輪番制となった。

## 番組構成
2023年4月時点での番組内容。
- その週の「鈴木淑子の地球は競馬でまわってる」のアシスタントを担当する東京本社アナウンサーとのフリートーク、その週末開催の任意のレースの1着予想（基本は1レースだが、一人のアナウンサーが複数のレースを予想することもある）。
- 関西コーナー - 関西支社所属のアナウンサーとのフリートークとレース予想。
- 佐賀競馬情報「さがきん」（2024年4月開始）[2]
  - 2024年度にジャパンブリーディングファームズカップ（JBC）が開催されることを契機に、佐賀競馬場からのお知らせや、週末に行われる注目のレース展望などを通信社トラックマン・今村雅和が紹介する。
- 東京本社のその他のアナウンサーとのフリートークとレース予想
- たれカツ予想 - 藤原菜々花によるレース予想のコーナー。藤原が週末開催の重賞1レースの1着を予想する。名前の由来は、藤原が仕事で新潟競馬場に行った際に食べたたれカツ丼の美味しさに感動し、事ある毎にたれカツについて語るようになったことから。藤原が不在の場合はコーナーなし。
- 落雷予想 - 中野雷太によるレース予想のコーナー。週末開催の重賞全ての1着を予想する。また重賞以外にも、香港国際競走のようにJRAの開催と重複する海外レースの予想も行うこともある。たれカツ予想とは異なり、中野が実況担当などで不在の場合は他のアナウンサーが中野の予想を代読する。
  - たれカツ予想、落雷予想には、『○○（馬名）にたれを掛けないでください』や『○○に落雷しないでください』といったリスナーからの嘆願書と称するメールが寄せられる。

## 関連番組
- 中央競馬実況中継 (日経ラジオ社)
- 競馬が好きだ!（月-木の同時刻放送）
- 鈴木淑子の地球は競馬でまわってる
- 競馬LIVEへGO!